# Blasticorhinus tornopunctata
Blasticorhinus tornopunctata är en fjärilsart som beskrevs av Bethune-Baker 1906. Blasticorhinus tornopunctata ingår i släktet Blasticorhinus och familjen nattflyn. Inga underarter finns listade i Catalogue of Life.